# Äggskallra

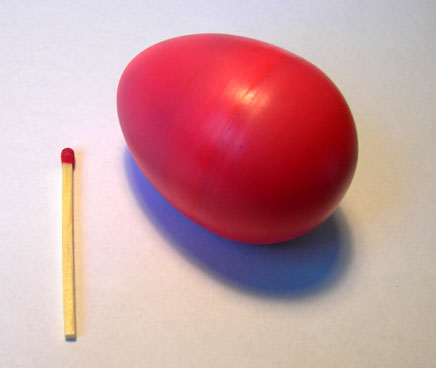
Storlek jämfört med en tändsticka

Äggskallra är ett idiofoniskt slagverksinstrument, som hålls i handen. Genom att skakas avger den ett skramlande ljud. Funktionaliteten är lik det av en maracas. Instrumentets skal har typiskt sätt formen av ett hönsägg. Under skalet finns det en behållare, som är delvis fylld med små objekt liksom frön eller pärlor, som frambringar ett rytmiskt ljud då de slås mot varandra och behållarens inre yta.